# Мария Арагонская (королева Кастилии)
Мария Арагонская (исп. María de Aragón; 24 февраля (?) 1396 — 18 февраля 1445) — инфанта Арагона, позднее королева-консорт Кастилии. Являлась дочерью короля Фернандо I Арагонского и его жены Элеоноры д’Альбукерке.

## Биография
Ещё в детстве Мария была обручена со своим двоюродным братом Хуаном II Кастильским, в рамках стратегии её отца поставить своих детей во главе всех крупных испанских государств.
Брак был заключён 4 августа 1420 года, когда её брат Энрике Арагонский (герцог Вильена) захватил город Тордесильяс и вынудил Кортесы признать брак своей сестры с их королём. С учётом обстановки никаких торжеств не устраивалось, о чём свидетельствует летопись королевства.
Мария принимала активное участие в политической жизни королевства, отстаивая интересы своего родного Арагона, за что неоднократно навлекала на себя немилость супруга.
У Марии Арагонской было четверо детей:
- Екатерина (1422—1424)
- Элеонора (1423—1425)
- Энрике (1425—1474) — Король Кастилии Энрике IV
- Мария (1428—1429)

После её смерти в 1445 году её муж взял в жены Исабель Португальскую, которая впоследствии стала матерью Изабеллы I Кастильской.
Похоронена в королевском пантеоне Гваделупского монастыря.